# Abbaye d'Ebstorf
L'abbaye d'Ebstorf est un ancien monastère double bénédictin à Ebstorf, dans le Land de Basse-Saxe et l'ancien évêché de Verden (de).

## Histoire
Le monastère est fondé vers 1160 par Volrad von Bodwede, comte de Dannenberg (de) et neveu de Henri XII de Bavière pour les Prémontrés. Il est mentionné pour la première fois en 1197. Après un incendie au XIIe siècle, les bénédictines de l'abbaye de Walsrode (en) viennent à Ebstorf qui devient un lieu de pèlerinage mariale. Les bâtiments du monastère du XIVe siècle, dans le style gothique de brique  de l'Allemagne du Nord, existent toujours aujourd'hui, ainsi que l'église-halle des nonnes. Le prieuré date du XVe siècle.
Au XVe siècle, la vie des religieuses change profondément après la congrégation de Bursfelde qui les contraint à une vie plus rigoureuse.
En 1529, le duc Welf de Celle Ernest de Brunswick-Lunebourg fait du monastère un couvent protestant, mais la Réforme prend possession de l'abbaye en 1565. Le couvent réformée existe aujourd'hui toujours sous l'autorité d'une abbesse. L'abbatiale devenait l´église Saint-Maurice (en allemand : Klosterkirche St. Mauritius) de l'Église régionale protestante luthérienne de Hanovre.  
L'abbaye est connue pour sa carte réalisée vers 1300. L'original a brûlé en 1943 à Hanovre après un bombardement. Dans le monastère, on peut voir une copie. Les principales œuvres du lieu sont les vitraux dans le chœur de l'église des religieuses, une statue de Saint Maurice, les fonts baptismaux de 1310 et une chaire de 1615.